# Eleonore Prochaska
Marie Christiane Eleonore Prochaska (Potsdam, 11 marzo 1785 – Dannenberg, 5 ottobre 1813) fu una militare prussiana che prestò servizio nell'esercito durante le guerre napoleoniche.

## Biografia
Cresciuta in una famiglia povera, alla morte della madre, Eleonora venne mandata dal padre in un orfanotrofio militare di Potsdam dove lavorò come domestica. Allo scoppio delle guerre napoleoniche si unì al Lützowsches Freikorps sotto il nome di August Renz servendo dapprima come tamburino e poi come fante. Fu scoperta essere una donna dal personale medico dopo battaglia di Göhrde, nella quale Eleonora fu seriamente ferita. Successivamente fu mandata a Dannenberg, dove tre settimane più tardi morì per le lesioni riportate.

## Nella cultura
- Beethoven compose un brano di musica di scena intitolato "Leonore Prohaska" nel dramma "Prohaska", del 1815, di Johann Friedrich Duncker, segretario del Re di Prussia.[2]